# Michael Fitzgerald
Michael Fitzgerald (født 17. september 1988) er en newzealandsk fodboldspiller, der har senest spillet for V-Varen Nagasaki.

## New Zealands fodboldlandshold
| New Zealands landshold | New Zealands landshold | New Zealands landshold |
| År                     | Kmp                    | Mål                    |
| ---------------------- | ---------------------- | ---------------------- |
| 2011                   | 3                      | 0                      |
| Total                  | 3                      | 0                      |